# Obręb Leśny Matemblewo

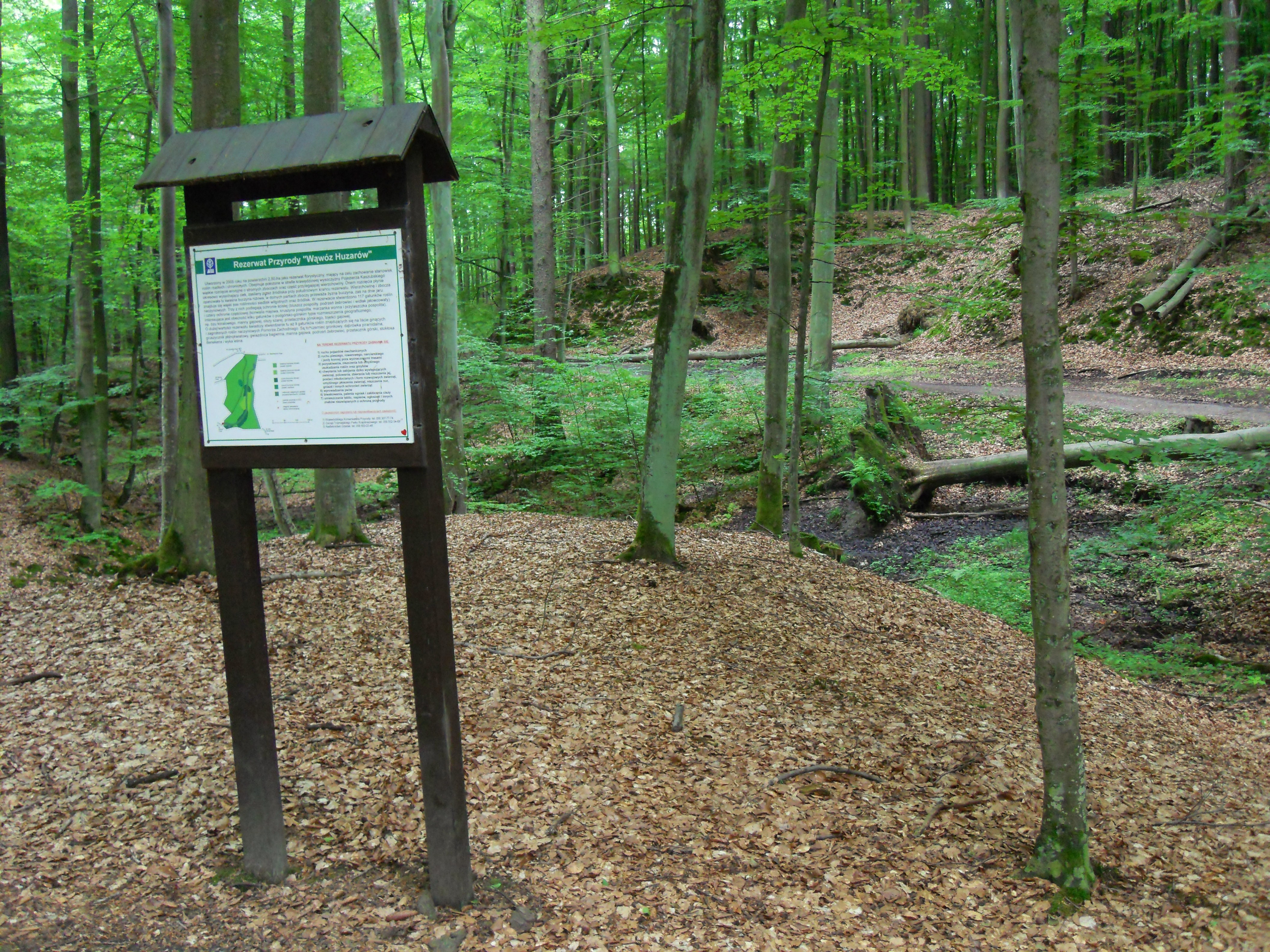
Rezerwat przyrody Wąwóz Huzarów

Obręb Leśny Matemblewo (niem. Forstbelauf Mattemblewo) – obręb leśny w Gdańsku, w dzielnicach Matarnia, Brętowo, VII Dwór i Oliwa.
W granicach obrębu leśnego leży osiedle, od którego zaczerpnął nazwę - Matemblewo, a także Sanktuarium Matki Bożej Brzemiennej.

## Położenie
Obręb Leśny Matemblewo stanowi najbardziej wysuniętą na południe część Lasów Oliwskich. Graniczy:
- od zachodu - z Polankami, Strzyżą Górną, Niedźwiednikiem i Nowcem
- od południa - z Migowem i Kiełpinkiem
- od wschodu - z Matarnią, Złotą Karczmą i Klukowem
- od północy - z Obrębem Leśnym Owczarnia, Doliną Radości i Oliwą

## Historia
Do 1772 były to dobra klasztoru w Oliwie. Obręb Leśny Matemblewo został przyłączony w granice administracyjne miasta 5 października 1954. Należy do okręgu historycznego Wyżyny.